# Elecciones federales de México de 2018 en Quintana Roo
Las elecciones federales de México de 2018 en Quintana Roo se llevaron a cabo el domingo 6 de junio de 2018, y en ellas se renovaron los siguientes cargos de elección popular:
- Presidente de la República. Jefe de Estado y de Gobierno de México, electo por única ocasión para un periodo de cinco años y diez meses sin posibilidad de reelección.[1]
- 3 senadores. Miembros de la cámara alta del Congreso de la Unión. Dos electos por mayoría relativa y uno otorgado por el principio de primera minoría. Todos ellos por un periodo de seis años a partir del 1 de septiembre de 2018 con posibilidad de reelección por un periodo adicional.
- 4 diputados federales. Miembros de la cámara baja del Congreso de la Unión. Cuatro elegidos por mayoría simple. Todos ellos electos para un periodo de tres años a partir del 1 de agosto de 2018 con la posibilidad de reelección por hasta tres periodos adicionales.

## Resultados electorales

### Presidente
|  | 67.12 % |

|  | 15.95 % |

|  | 10.55 % |

|  | 4.05 % |

|  | 0.05 % |

|  | 3.83 % |

|  | 0.09 % |

|  | 100 % |

### Senadores
Marybel Villegas Cache y José Luis Pech Varguez resultan electos como senadores por mayoría, además Mayuli Martínez Simón es electa como senadora de primera minoría por quedar en segundo lugar.

#### Senadores electos
| Candidato                      | Partido | Principio       |
| ------------------------------ | ------- | --------------- |
| Freyda Marybel Villegas Canche |         | Primera Fórmula |
| José Luis Pech Varguez         |         | Segunda Fórmula |
| Mayuli Latifa Martínez Simón   |         | Primera Minoría |

#### Resultados
|  | 59.56 % |

|  | 20.82 % |

|  | 15.72 % |

|  | 3.80 % |

|  | 0.10 % |

|  | 100 % |

### Diputados Federales por Quintana Roo

#### Diputados Electos
| Candidato               | Partido | Distrito | Tipo de elección |
| ----------------------- | ------- | -------- | ---------------- |
| Adriana Teissier Zavala |         | 1        | Mayoría relativa |
| Patricia Palma Olvera   |         | 2        | Mayoría relativa |
| Mildred Ávila Vera      |         | 3        | Mayoría relativa |
| Jesús Pool Moo          |         | 4        | Mayoría relativa |

#### Resultados totales
|  | 49.94 % |

|  | 14.47 % |

|  | 10.15 % |

|  | 4.75 % |

|  | 4.22 % |

|  | 3.89 % |

|  | 3.76 % |

|  | 3.16 % |

|  | 2.02 % |

|  | 3.56 % |

|  | 0.09 % |

|  | 100 % |

#### Resultados por Distrito

##### Distrito 1. Playa del Carmen
|  | 56.89 % |

|  | 21.75 % |

|  | 17.43 % |

|  | 3.83 % |

|  | 0.09 % |

|  | 100 % |

##### Distrito 2. Chetumal
|  | 50.72 % |

|  | 26.71 % |

|  | 18.57 % |

|  | 3.95 % |

|  | 0.05 % |

|  | 100 % |

##### Distrito 3. Cancún
|  | 70.61 % |

|  | 13.30 % |

|  | 12.77 % |

|  | 3.26 % |

|  | 0.06 % |

|  | 100 % |

##### Distrito 4. Cancún
|  | 59.69 % |

|  | 22.66 % |

|  | 14.39 % |

|  | 3.12 % |

|  | 0.14 % |

|  | 100 % |